# Sierra de las Cabras (Albacete)
La Sierra de Cabras es un macizo montañoso de las Cordilleras Béticas en el término municipal de Nerpio, Provincia de Albacete, España. Representa el techo de la provincia: 2.083 metros de altitud el Pico Atalaya. La sierra está declarada como reserva natural, que tiene una superficie de 4.173 hectáreas.

## Naturaleza
Es de gran importancia la presencia de aves rapaces. También la habitan el ciervo,Gamos,cabra Montes, tejones, la garduña, el gato montés o el jabalí. Crecen en su base algunas encinas y en zonas altas se encuentran pies de pino salgareño y sabina rastrera en forma arbustiva.